# Horno tandur

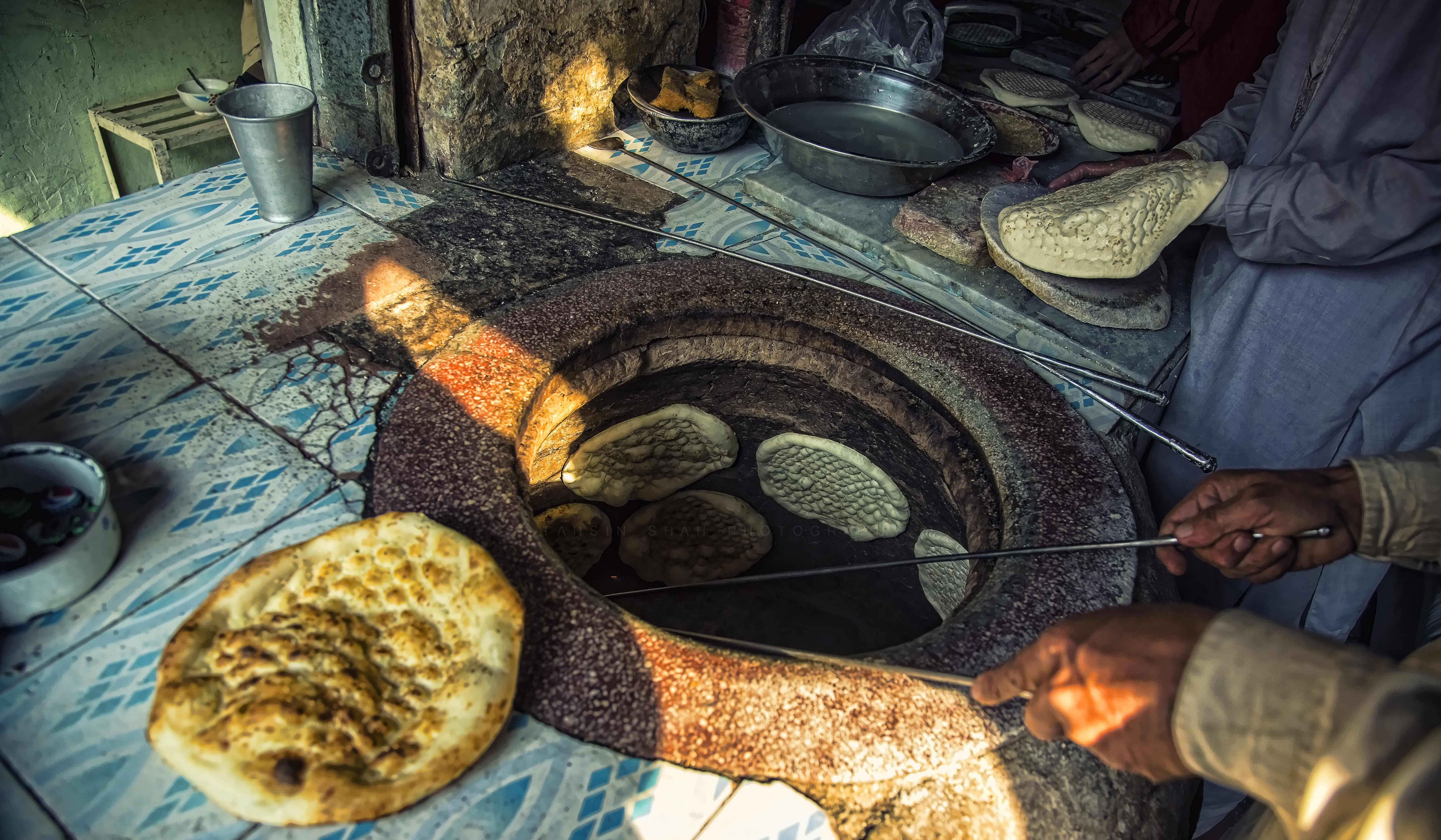
Un Tandoor también conocido como tannour es un horno cilíndrico de arcilla o metal que se utiliza para cocinar y hornear en Pakistán y otros países asiáticos.

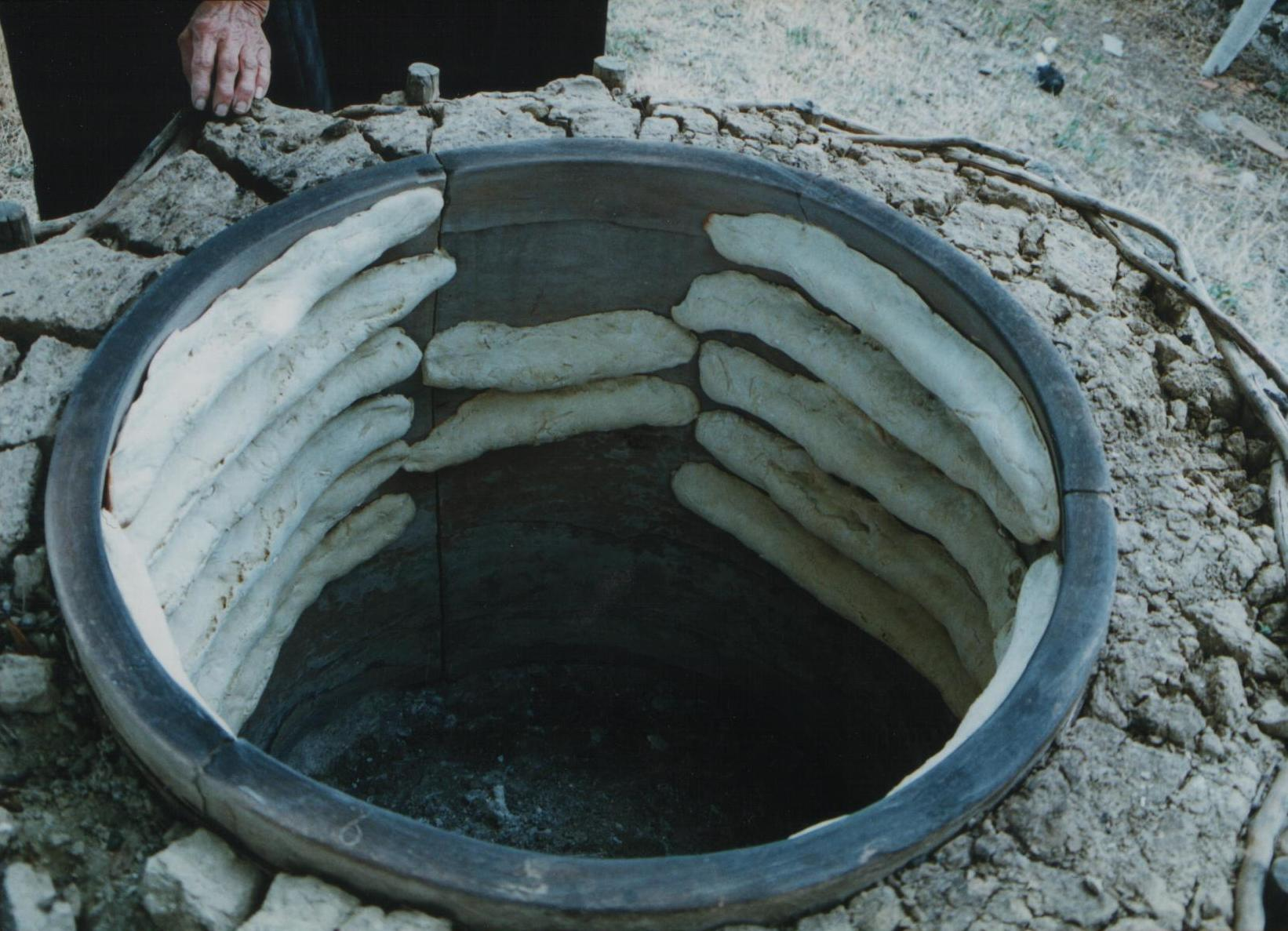
Cociendo pan en el tandur en Georgia.

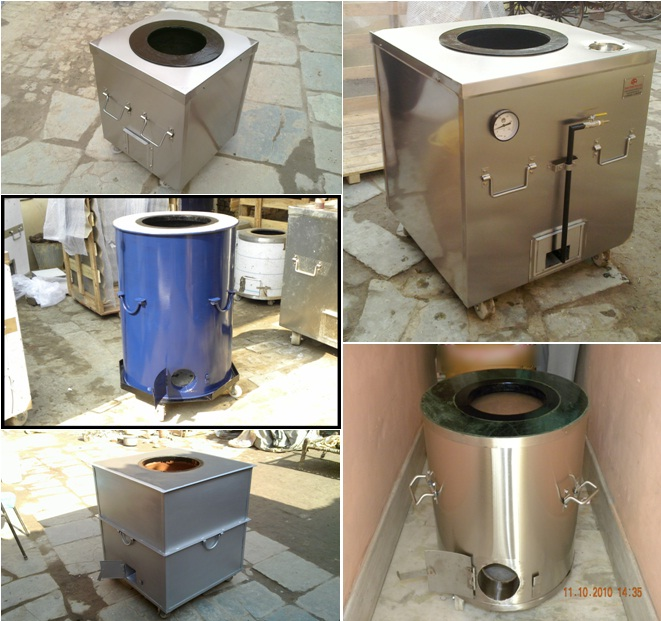
Diferentes modelos de hornos tandur modernos.

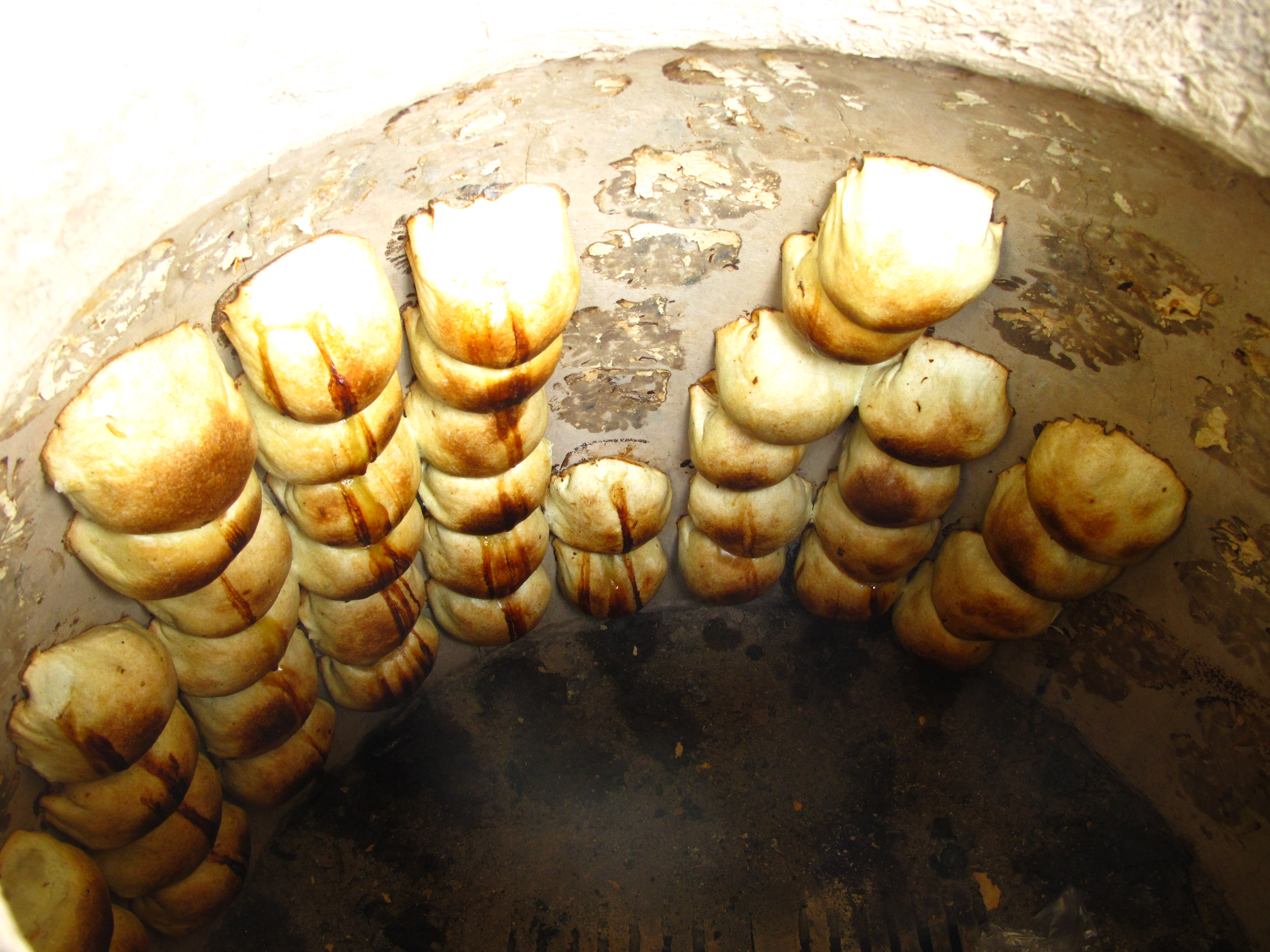
Horno con pasteles de carne, o sambusa, en Tayikistán

El horno tandur (del inglés: tandoor, /tænˈdʊər/, a su vez proveniente del hindi: तन्दूर, tandoor) u horno tannur (del inglés, tannour, a su vez del persa  تنور  tanūr), llamado atanor en español medieval, es un tipo de horno de forma cilíndrica hecho de arcilla o metal y usado para cocinar los alimentos mediante carbón vegetal. Es usado en diversas gastronomías de Asia, especialmente Asia central, el Subcontinente indio y Oriente Medio, así como en el sur del Cáucaso. Este tipo de horno es muy usado en la región del Punyab, en el norte de la India y Pakistán. Las temperaturas en el tandur pueden alcanzar los 480 °C. Es muy común que un horno tandur permanezca encendido durante largos períodos con el objeto de mantener su temperatura de funcionamiento lista para cocinar alimentos.
El ejemplo más antiguo de tandur se ha encontrado en los asentamientos de Harappa y Mohenjo Daro, que corresponden a antiguas culturas del valle del Indo. En sánscrito, el horno tandur es llamado kandu. La palabra tandur proviene del idioma urdú tandūr y tannūr; éstas derivan a su vez del persa tanūr, el cual viene de la palabra árabe tannūr, que en turco es tandır y en azerí es təndir.
Se emplea en la elaboración de ciertos platos del norte de la India y cocina pakistaní, tal como el conocido pollo tandurí, así como diversas clases de pan como el tanduri roti y el naan. (La palabra tanduri es empleada en estos platos como un adjetivo.) Se conoce como tonir en armenio que es citado como una amplia forma de cocinar a la barbacoa y de elaborar el pan lavash.
En la India, el tandur se conoce también con el nombre de bhatti. En el desierto de Thar (al noroeste de la India y este de Pakistán), la tribu bhatti utiliza este tipo de horno en sus asentamientos en el desierto.
El tandur es en la actualidad una figura muy representante de la cocina de la India internacional y aparece unido a la figura de muchos restaurantes indios alrededor del mundo. Los alimentos cocinados con un horno tandur mantienen todos los jugos y el sabor, se considera por muchos dietistas como una forma sana de cocinar. Hoy en día muchas personas instalan un tandur en sus casas para hacer pan y kebabs. Algunos tandurs modernos hoy en día emplean electricidad o gas en lugar de carbón vegetal.